# Poesia confessional
A poesia confessional, ou confessionalismo, é um gênero de poesia que se desenvolveu nos Estados Unidos da América nas décadas de 1950 e 1960. Enfatiza a expressão da intimidade da vida pessoal do poeta, tratando de temas como doença, sexualidade e depressão.
Entre os "poetas confessionais" podemos citar nomes como John Berryman, Allen Ginsberg, Robert Lowell, Sylvia Plath, Theodore Roethke, Anne Sexton e W. D. Snodgrass.
O termo "confessional" foi utilizado pela primeira vez em 1959 pelo crítico Macha Rosenthal, em seu ensaio "Poetry as Confession", a respeito do livro "Life Studies" de Robert Lowell.